# Venice Cup
Venice Cup es un campeonato mundial de bridge (juego) por equipos femeninos únicamente. La primera versión del mismo se realizó en Venecia, Italia en 1974. Se realiza cada dos años, simultánea al campeonato mundial abierto por equipos, el Bermuda Bowl. 
La última versión fue realizada en Shanghái, en 2007.

## Lista de Ganadoras
| Año  | Equipo       | Miembros |
| ---- | ------------ | --- |
| 1974 | EE. UU.      | Bette Cohn, Emma Jean Hawes, Betty Ann Kennedy, Marietta Passell (Huggard), Carol Sanders, Dorothy Hayden Truscott.  |
| 1976 | EE. UU.      | Emma Jean Hawes, Betty Ann Kennedy, Jacqui Mitchell, Gail Moss (Greenberg), Carol Sanders, Dorothy Hayden Truscott.  |
| 1978 | EE. UU.      | Mary Jane Farell, Emma Jean Hawes, Marilyn Johnson, Jacqui Mitchell, Gail Moss (Greenberg), Dorothy Hayden Truscott. |
| 1981 | Reino Unido  | Pat Davies, Nicola Smith, Sandra Landy, Sally Sowter (Brock)                                                         |
| 1985 | Reino Unido  | Pat Davies, Sally Horton (Brock), Sandra Landy, Nicola Smith.                                                        |
| 1987 | EE. UU. II   | Cheri Bjerkan, Juanita Chambers, Lynn Deas, Beth Palmer, Judi Radin, Kathie Wei (Sender)                             |
| 1989 | EE. UU.      | Kitty Bethe (Cooper), Lynn Deas, Margie Gwozdzinsky, Karen McCallum, Beth Palmer, Kerri Shuman (Sanborn)             |
| 1991 | EE. UU. II   | Nell Cahn, Stasha Cohen, Lynn Deas, Sharon Osberg, Nancy Passell, Sue Picus                                          |
| 1993 | EE. UU. II   | Karen McCallum, Jill Meyers, Sharon Osberg, Sue Picus, Kerri Sanborn, Kay Schulle                                    |
| 1995 | Alemania     | Daniela von Arnim, Sabine Auken, Beate Pony Nehmert, Andrea Rauscheid (Reim)                                         |
| 1997 | EE. UU. I    | Lisa Berkowitz, Mildred Breed, Marinesa Letizia, Jill Meyers, Randi Montin, Tobi Sokolow                             |
| 2000 | Países Bajos | Marijke van der Pas, Jet Pasman, Anneke Simons, Martine Verbeek, Bep Vriend, Wietske van Zwol                        |
| 2001 | Alemania     | Daniela von Arnim, Sabine Auken, Beate Pony Nehmert, Andrea Rauscheid (Reim)                                         |
| 2003 | EE. UU. I    | Betty Ann Kennedy, Jill Levin, Sue Picus, Janice Seamon-Molson, Tobi Sokolow, Kathie Wei-Sender                      |
| 2005 | Francia      | Bénédicte Cronier, Danièle Gaviard, Catherine d’Ovidio, Sylvie Willard                                               |
| 2007 | EE. UU. I    | Jill Levin, Irina Levitina, Jill Meyers, Hansa Narasimhan, Debbie Rosenberg, JoAnna Stansby                          |